# The Straight Edge Society
La Straight Edge Society (S.E.S.) fue un stable heel de lucha libre profesional que trabajó en la World Wrestling Entertainment (WWE) en la marca SmackDown!.
El concepto detrás del grupo se basa en el estilo de vida straight edge, que promueve y respeta a la abstinencia y la disciplina - principalmente la prohibición de fumar, beber o las drogas. El grupo actúa como un cruce entre un culto religioso y la organización militante, denunciando todas las personas que no viven el estilo de vida straight edge, incluso los que también se abstengan de abuso de sustancias. Como parte de la secta, los nuevos miembros están obligados a afeitarse la cabeza, lo que significa un "nuevo comienzo". El fundador y líder del grupo fue CM Punk.

## Historia

### 2009
Antes de que se formara la S.E.S., el líder, CM Punk tuvo un feudo con Jeff Hardy (por el Campeonato Mundial Peso Pesado quien se supone utiliza las drogas). Al final, el 28 de agosto de 2009 en SmackDown , CM Punk retuvo su título peso pesado en un Loser Leaves Cage match y Jeff salió de la WWE. La formación se inició el 27 de noviembre en SmackDown donde CM Punk transformó al antiguo retrasado mental y mudo Festus quien se unió a Punk y cambiando su nombre a Luke Gallows. Gallows explicó que sus amigos lo tenían enganchado a medicamentos para el dolor, lo que explica su comportamiento como Festus. Gallows acreditado por Punk con su limpieza de él "le mostraba el camino" y se convirtió en el acompañante principal de Punk. Gallows ayudaría a Punk en sus contiendas con R-Truth y Matt Hardy. Unas semanas más tarde, los dos comenzaron a afeitar las cabezas de fanes en la audiencia que estaban dispuestos a seguir la straight edge, lo que demuestra una "nuevo comienzo" para sus vidas. Punk fue capaz de encontrar una tercera persona para convertirla, una mujer llamada Serena salió de la multitud pidiendo para ser salvada por Punk.

### 2010
Desde luego, Serena acompañaba a Punk y corría a interferir en sus peleas. El 23 de febrero de 2010 se reveló que Punk sería el pro de Darren Young en la primera temporada de NXT. Una semana más tarde, Young quedó fascinado con el SES y decidió unirse a ellos, solo para cambiar rápidamente de idea después de descubrir que tenía que afeitarse la cabeza por la iniciación. El SES se inició un feudo con Rey Mysterio en Elimitation Chamber, cuando Punk fue eliminado por Mysterio en un Elimination Chamber match por el Campeonato del Mundo Peso Pesado. El feudo entonces se intensificó cuando Mysterio costo a Punk una lucha de clasificación para el Money in the Bank Ladder Match en WrestleMania XXVI. El SES entonces interrumpió la fiesta de cumpleaños de la hija de Mysterio, después de esto, Mysterio reto a Punk a una lucha en WrestleMania, donde si Mysterio pierde, tendría que unirse a la S.E.S. En WrestleMania, Mysterio derrotó a Punk.
La revancha se hizo porque en Extreme Rules donde Mysterio dijo que si Punk perdía tendría que afeitarse la cabeza. Punk ganó la lucha gracias a la interferencia de un cuarto miembro misterioso, ya usaba una capucha o una máscara. En el siguiente episodio de SmackDown, después de la intervención de Mysterio durante una lucha entre Luke Gallows contra Montel Vontavious Porter , los dos acordaron enfrentarse en Over the Limit en mayo, en una lucha que combinaba las estipulaciones de sus dos anteriores luchas de pago-por-evento. En Over the Limit, Punk fue derrotado y terminó consiguiendo su cabeza rapada después de la interferencia de Kane. Para ocultar su calvicie, Punk luego comenzó a usar una máscara.
En junio, Punk participó en una lucha de Fatal 4 Way en el evento Fatal 4-Way por el World Heavyweight Championship de Jack Swagger que también contó con Rey Mysterio y The Big Show. Cerca del final de la lucha, Kane intervino y saca a Punk fuera del ring ya que lo acusa de perjudicar a The Undertaker, causando que Punk perdiera la lucha y no ganar el título. En el 25 de junio en SmackDown, Punk se enfrentó a Kane en una lucha sin descalificación, donde Punk se lesionó el brazo y salió del edificio, dando ningún resultado. En un episodio de SmackDown! perdió su máscara gracias a Big Show cuando intentaba tomar el maletín de SmackDown! sobre una escalera, entrando en un feudo con este. Más adelante Big Show le quitó la máscara al cuarto miembro de S.E.S., revelando que era Joey Mercury (con la cabeza rapada). Más adelante S.E.S. se vengó de The Big Show pisándole la mano sobre la escalera para entrar al ring.
En SummerSlam los 3 miembros fueron derrotados por The Big Show en un 3-on-1 Handicap Match.
El 23 de agosto Serena fue despedida de la WWE y, más tarde, Merucry se lesionó, por lo que el stable se disolvió el 3 de septiembre en SmackDown!, donde Punk le aplicó un Go To Sleep a Gallows después de una lucha contra Big Show.
Poco después se reunieron en una dark match en un episodio de Raw  contra The Nexus  la cual perdieron y disolviendo de nuevo el equipo. En el 19 de noviembre Gallows fue despedido de la empresa y el 11 de octubre de 2010 Punk fue enviado a RAW.

## En lucha
- Movimientos finales
  - CM Punk
    - Anaconda vise (Arm triangle choke)
    - GTS - Go To Sleep (Fireman's carry knee strike a la cara del oponente)
- Música de entrada
  - "This Fire Burns" de Killswitch Engage

- Datos: Q2428781
- Multimedia: The Straight Edge Society / Q2428781